# Záhradné
Záhradné este o comună slovacă, aflată în districtul Prešov din regiunea Prešov. Localitatea se află la altitudinea de 313 m deasupra n.m., se întinde pe o suprafață de 8,77 km2 și în 2017 număra 1.007 locuitori.

## Istoric
Localitatea Záhradné este atestată documentar din 1285.

## Demografie
| An:                | 1994 | 2004 | 2014   | 2024    |
| ------------------ | ---- | ---- | ------ | ------- |
| Număr de persoane: | 915  | 915  | 983    | 1157    |
| Diferență:         |      | +0%  | +7,43% | +17,70% |

| An:                | 2023 | 2024   |
| ------------------ | ---- | ------ |
| Număr de persoane: | 1155 | 1157   |
| Diferență:         |      | +0,17% |